# Aymaramyia
Aymaramyia es un género monotípico de dípteros nematóceros perteneciente a la familia Limoniidae. Su única especie: Aymaramyia dubia, es originaria de Perú.